# Medetera glaucella
Medetera glaucella är en tvåvingeart som först beskrevs av Kowarz 1878.  Medetera glaucella ingår i släktet Medetera och familjen styltflugor. Inga underarter finns listade i Catalogue of Life.